# خوان دييغو كوفاروباياس
خوان دييغو كوفاروباياس (بالإسبانية: Juan Diego Covarrubias)‏ هو ممثل مكسيكي، ولد في 24 مارس 1987 في المكسيك.

## وصلات خارجية
- خوان دييغو كوفاروباياس على موقع IMDb (الإنجليزية)
- خوان دييغو كوفاروباياس على موقع قاعدة بيانات الفيلم (الإنجليزية)